# Opera seria
Opera seria, "tragisk opera", är den "seriösa" italienska 1700-talsoperan. Musikaliskt var opera seria baserad på växlingen mellan seccorecitativ och arior. De ämnen som behandlades var i allmänhet klassiskt mytiska eller historiska.
Opera seria var traditionellt uppbyggd på fem huvudpersoner. De här rollgestalterna hade fixerade dramatiska funktioner och fastlagda röstfack:
- Härskaren (guden, kungen, kejsaren, tyrannen, fältherren, fursten ur den grekiska eller romerska mytologin eller historien) sjöngs av en tenor.
- De båda rivaliserande yngre undersåtarna (oftast av adlig härkomst) tilldelades kastratröster (primo uomo och seconda uomo).
- Till dessa sällade sig två kvinnor (prima donna och seconda donna), som ofta utgjorde grunden till konflikten mellan kungen och "ynglingarna" eller sinsemellan.

Genom librettot bestämdes också själva spelreglerna. Men spelets förlopp avgjorde tonsättaren. Individualiteten i 1700-talets otaliga opera seria-verk hängde på det musikaliska detaljarbetet.